# منتخب مقدونيا لكرة قدم الصالات
منتخب مقدونيا لكرة قدم الصالات هو ممثل مقدونيا الشمالية الرسمي في المنافسات الدولية في كرة الصالات .